# Franz Riepe
Franz Riepe (* 26. Juli 1885 in Ostercappeln; † 13. August 1942 im KZ Dachau) war ein römisch-katholischer Geistlicher, Steyler Missionar und Opfer des Nationalsozialismus.

## Leben
Franz Riepe wuchs als Sohn eines Mühlenbesitzers mit 13 jüngeren Geschwistern in Ostercappeln (Ortsteil Schwagstorf) bei Osnabrück auf. 1903 trat er in das Missionshaus St. Michael in Steyl ein. 1908–1915 studierte er im Missionshaus St. Gabriel bei Wien, wurde am 30. August 1914 zum Priester geweiht und kam nach kurzer Militärzeit im Dezember 1915 zum Unterrichten in das Missionshaus St. Xaver (heute: Gymnasium St. Xaver) in Bad Driburg. 1933–1937 war er Spiritual im Missionshaus Loherhof in Geilenkirchen (heute: Teil der FH Aachen). Von Februar 1937 bis August 1938 war er Rektor in Driburg, dann an verschiedenen Orten tätig, namentlich bis 1939 im Stift Corvey. Im Rahmen seiner von der Gestapo überwachten Vortragstätigkeit verlas er am 12. Februar 1941 das Hirtenschreiben der holländischen Bischöfe vom 26. Januar 1941, in dem sie die Priester anwiesen, Unterstützern des Nationalsozialismus die Sakramente zu verweigern. Daraufhin wurde er am 20. Februar 1941 festgenommen und in das Konzentrationslager Dachau (Pfarrerblock) eingeliefert, wo er am 13. August 1942 vor Hunger und Erschöpfung starb.

## Gedenken
- Die katholische Kirche hat Pater Franz Riepe als Blutzeugen aus der Zeit des Nationalsozialismus in das deutsche Martyrologium des 20. Jahrhunderts aufgenommen.
- Auf dem Friedhof von Stift Corvey erinnert ein Gedenkstein an ihn.
- In Ostercappeln wurde ihm zu Ehren ein Stolperstein verlegt.